# Hestiasula
Hestiasula (лат.) — род богомолов подсемейства Oxypilinae из семейства Hymenopodidae.

## Распространение
Встречается в Южной Азии и Юго-Восточной Азии: Вьетнам, Индия, Индонезия, Китай, Мьянма, Пакистан, Таиланд, Шри-Ланка.

## Описание
Длина тела около 2 см. Лобный склерит поперечный, диск гладкий. Пронотум короткий. эллиптический. Верхний край передних бедер сильно изогнут, складчатый, овальный; наружный край гладкий; наружных и дисковидных шипов 4. Средние и задние лапки без значительных мочек.

## Классификация
Включает 10 видов. Род Hestiasula включают в подсемейство Oxypilinae из семейства Hymenopodidae.
- Hestiasula brachyptera Villani, 2016[9]
- Hestiasula brunneriana Saussure, 1871
- Hestiasula castetsi Bolivar, 1897
- Hestiasula ceylonica Beier, 1956
- Hestiasula gyldenstolpei Werner, 1930
- Hestiasula kastneri Beier, 1942
- Hestiasula masoni Giglio-Tos, 1915
- Hestiasula nigrofemorata Werner, 1930
- Hestiasula woodi Giglio-Tos, 1915
- Hestiasula zhejiangensis Zhou & Shen, 1992[10]